# Лофн (кратер)
Лофн — крупный, относительно молодой ударный кратер на спутнике Юпитера Каллисто. Назван по имени богини брака в германо-скандинавской мифологии; это название было утверждено Международным астрономическим союзом в 1997 году. Лофн классифицируется как кратер с плоским дном, или аномальным куполом. Он наложен на многослойную структуру кратера Адлинда, покрывая около 30% последнего. К юго-западу от Лофна находится и другая многокольцевая структура, Хеймдаль.
Геологически Лофн делится на несколько регионов, включая центральное плоское дно, окружающие его кольца горных массивов и внешние кольца из светлых и тёмных масс выброшенного при ударе вещества. Вероятно, Лофн сформировался в результате косого удара, направленного с северо-запада. Его малую глубину можно объяснить или разрывом ударившей массы на части перед ударом о поверхность, или распрямлением податливой коры Каллисто после удара.

## Открытие и расположение
Лофн — один из крупнейших ударных кратеров Каллисто. Расположен по координатам 56°S 23°W. Диаметр — около 180 км.
Впервые Лофн был замечен как большое круглое яркое образование (палимпсест) на снимках с низким разрешением, сделанных КА «Вояджер» в 1979—1980 годы. Он был ошибочно распознан как многокольцевая структура и получил название Адлинда. В 1997 году КА «Галилео» во время витков орбиты G2 и G8 сделал много снимков с высоким разрешением, на которых вместо многокольцевой структуры был увиден большой кратер с плоским дном. Было определено, что на самом деле Адлинда находится чуть северо-западнее Лофна, который частично её затмевает.

## Геология
Кратер и прилегающая к нему территория делятся на большое количество стратонов, включающих приблизительно круглую и относительно светлую центральную область, асимметрическое горное кольцо и  окружающие его холмы, предположительно являющиеся остатками вала кратера. За валом кратера расположены два концентрических внешних кольца (светлое и тёмное) из выброшенного при ударе вещества.
Центральная область Лофна (диаметром 100—120 км) соответствует дну кратера, лежащему на 0,6 км ниже окружающих кратерированных равнин. По сравнению с другими кратерами схожего размера Лофн неглубок. Поэтому он называется плоскодонным, или кратером с аномальным куполом. Другие примеры таких кратеров — Дох и Бран. Холмистая местность (вал), окружающая дно, состоит из хаотически распределённых массивов размером до 50 км, и местами имеет испещрённый вид. Ширина элементов вала колеблется от примерно 18 км на северо-западе кратера до более чем 130 км на его юго-восточной стороне.
Вал кратера окружён непрерывным кольцом выброшенного белого вещества, гораздо более асимметричным, нежели сам вал. Наибольшей ширины это кольцо достигает с юго-восточной стороны, где его удаление от центра Лофна достигает 300 км. Самое внешнее кольцо состоит из преимущественно тёмного выброшенного материала. Наибольшую толщину оно имеет с северо-западной стороны. Фрагменты выброшенного из Лофна материала можно найти на расстоянии до 490 км от его центра.
Продукты выброса из Лофна накрыли часть многокольцевой структурой Адлинда, находящейся примерно в 500 км к северо-западу от Лофна. На юго-востоке от Лофна находится ещё одна многокольцевая структура, Хеймдаль, восточная часть которой тоже была частично накрыта продуктами выброса из Лофна.
Инфракрасная спектроскопия, проведённая с КА «Галилео» показала, что центральная область Лофна, его вал и светлое кольцо богаты льдом. Внешнее же, тёмное кольцо, напротив, льда почти не содержит, зато содержит много диоксида углерода.

## Возраст и образование
Лофн — один из самых молодых ударных кратеров Каллисто. Все его составляющие испещрены кратерами гораздо слабее, чем окружающая кратерированная местность. Возраст Лофна оценивается (исходя из средней скорости кратерирования в прошлом) примерно в 1,39–3,88 миллиарда лет.
Существенная асимметрия в распределении выброшенного вещества указывает на то, что Лофн сформировался в результате косого удара, направленного, вероятно, с северо-запада. Малая глубина кратера может быть связана с распадом ударившего тела перед его контактом с поверхностью. Набор фрагментов обладает гораздо меньшей способностью к кратерированию, чем одиночное тело. Другой причиной плоского дна Лофна является вязкое выравнивание коры после удара, подразумевающее наличие во время удара подповерхностного слоя из мягкого материала — возможно, тёплого льда, или даже океана.
Сразу после удара образовался кратер диаметром около 150 км и глубиной около 50 км, который далее разгладился, сформировав нынешний кратер диаметром около 300 км. Удар, вероятно, пробил тёмные сухие продукты выброса из Адлинды и Хеймдаля, а затем достиг богатого водяным льдом слоя под ними. Это объясняет распределение выброшенного из Лофна вещества: тёмное внешнее кольцо состоит из вещества, которое было выброшено первым и получило при выбросе большую скорость. Далее из глубин были выброшено богатое водой светлое вещество, которое получило меньшую скорость и сформировало внутреннее кольцо.